# Пинель, Сильвия
Сильвия Пинель (фр. Sylvia Pinel; род. 28 сентября 1977) — французский политический и государственный деятель, председатель Радикальной левой партии (2016—2017).

## Биография
Родилась 28 сентября 1977 года. Получила диплом о специальном высшем образовании (DESS) в области судебных споров и арбитража, и диплом углублённого курса наук (DEA) в области фундаментального частного и европейского права.
Дядя Сильвии Пинель — сенатор Пьер Тажан, умерший в 1984 году, дружил с политиком Жаном-Мишелем Байле, а тот, уже будучи председателем Радикальной левой партии, в 2002 году, когда Сильвия завершила своё образование, принял её на работу в генеральный совет департамента Тарн и Гаронна, председателем которого он тогда являлся. В 2004 году Пинель назначена главой аппарата Байле.
В 2007—2012 годах — депутат Национального собрания Франции от 2-го округа департамента Тарн и Гаронна.
В 2010 году избрана депутатом регионального совета Южных Пиренеев.
Возглавила отделение РЛП в департаменте Тарн и Гаронна, в апреле 2011 года вошла в национальное руководство партии, став заместителем председателя по вопросам гражданских прав, безопасности и юстиции.
16 мая 2012 года назначена министром-делегатом ремёсел, торговли и туризма в правительстве Эро.
В 2014—2016 годах — министр жилищного хозяйства, равенства территорий и сельских районов Франции в первом правительстве Мануэля Вальса.
В феврале 2016 года оставила правительство и вернулась на региональный уровень, заняв должность заместителя председателя регионального совета Окситании.
17 февраля 2016 года временно возглавила Радикальную левую партию до проведения съезда, сменив Жана-Мишеля Байле, 3 сентября 2016 года на съезде в Ла-Рошели избрана председателем партии.
В 2016 году вновь избрана в Национальное собрание от 2-го округа департамента Тарн и Гаронна.
26 ноября 2016 года без проведения праймериз большинством 344 голоса против 46 при 18 воздержавшихся избрана кандидатом РЛП на президентских выборах 2017 года.
В декабре 2016 года в числе четырёх социалистов и трёх представителей других партий вступила в борьбу за выдвижение единой кандидатуры от левоцентристов на президентских выборах (два тура праймериз были назначены на 22 и 29 января 2017 года).
22 января 2017 года в первом туре праймериз получила 1,97 % голосов.
9 декабря 2017 года оставила пост председателя партии ввиду принятия решения об объединении с Радикальной партией и образовании Радикального, социального и либерального движения, но в феврале 2019 года объявила о провале этого политического проекта и возрождении прежней РЛП.